# Giovanni Frattini
Giovanni Frattini   (Roma, 8 de gener de 1852 - Roma, 21 de juliol de 1925) va ser un matemàtic italià, conegut pels seus treballs en teoria de grups.

## Vida i Obra
Frattini va cursar estudis de matemàtiques a la Universitat de Roma La Sapienza on va ser deixeble de Giuseppe Battaglini, Eugenio Beltrami i Luigi Cremona i on es va doctorar el 1875. L'any següent rea professor de matemàtiques de l'institut de Caltanissetta (Sicília) i dos anys després, el 1878, estava a càrrec del departament de matemàtiques de l'Institut Tècnic de Viterbo (Laci). El 1881 va ser transferit al Institut Tècnic de Roma on va romandre la resta de la seva vida acadèmica, compaginant la seva docència amb clases de matemàtiques a l'Escola Militar que es va fundar el 1884.
Els darrers anys de la seva vida no van ser gens feliços per diferents motius: molt afectat per la Primera Guerra Mundial que va deixar mutilat un dels seus germans, la mort de la seva muller i les difícils condicions econòmiques que va patir.
Frattini, que va fer tota la seva carrera acadèmica a l'ensenyament secundari, va publicar uns quants llibres de text i una quinzena d'articles sobre geometria diferencial, àlgebra i teoria de grups. Molt influenciat per l'obra de Camille Jordan, les seves publicacions més importants son tres articles de 1885 i 1886 en els que defineix el que avui coneixem com el subgrup de Frattini. Aquest subgrup ha tingut força importància en els darrers anys en la construcció de grups resolubles finits sense isomorfisme.